# Hermann von der Malsburg
Hermann von der Malsburg († 1557) war ein aus hessischem Uradel stammender Hofbeamter und Militär, ab 1519 Marschall des Landgrafen Philipp I. von Hessen.

## Herkunft
Seine Eltern waren Otto von der Malsburg († 1504), der als Rat des hessischen Landgrafen Ludwig II. und als landgräflicher Amtmann auf Schöneberg und ab 1490 auch als kurkölnischer Amtmann auf der Kugelsburg und in Liebenau bezeugt ist, und dessen Ehefrau Beata (Beatrix) geb. von Schachten.

## In landgräflichem Dienst
Hermann von der Malsburg trat ebenfalls in landgräflichen Dienst und wurde Rat und enger Vertrauter des Landgrafen Philipp I. Bereits ab 1519 ist er als Marschall des Landgrafen bekundet. Im Jahre 1521 begleitete er den erst 17-jährigen Landgrafen auf dem Reichstag zu Worms. 1522/23 kämpfte er mit Philipp in dessen Fürstenkoalition mit dem Trierer Erzbischof und Kurfürsten Richard von Greiffenklau und dem Kurfürsten Ludwig V. von der Pfalz gegen den Anführer des Pfälzischen Ritteraufstands, Franz von Sickingen. Sickingen hatte bereits im September 1518 eine überfallartige und erfolgreiche Fehde gegen den unvorbereiteten Landgrafen Philipp durchgeführt, wurde nun aber auf seiner Burg Nanstein belagert und am 7. Mai 1523 zur Kapitulation gezwungen und erlag noch am gleichen Tag einer bei der Beschießung der Burg erlittenen schweren Verwundung.
1525 kämpfte Hermann von der Malsfeld mit dem Landgrafen im Bauernkrieg gegen die aufständischen Bauern in Osthessen und Thüringen (Fulda und die Schlacht am Frauenberg, Hersfeld, Schlacht bei Frankenhausen).
1534 nahm Marschall von der Malsburg am Feldzug des Landgrafen nach Württemberg teil, um Herzog Ulrich von Württemberg wieder zu seinem Thron zu verhelfen. Der Herzog war 1519 von den Truppen des Schwäbischen Bundes aus Württemberg vertrieben worden und hatte bei Landgraf Philipp Zuflucht gefunden, während Württemberg von Kaiser Karl V. unter Statthalterschaft der Habsburger gestellt wurde. Am 23. April 1534 ritten Landgraf Philipp I. und Herzog Ulrich mit der niederhessischen Ritterschaft aus Kassel ab, um sich an die Spitze eines sich in Südhessen versammelnden Heeres zu setzen, das schließlich rund 4000 Reiter und etwa 20.000 Mann zu Fuß zählte. Die Reiterei bestand aus 1500 hessischen Rittern und deren Gefolgsleuten, befehligt von ihrem Marschall Hermann von der Malsburg, und 2500 Soldreitern unter Jost von Steinberg. Das Fußvolk bestand aus einem 5100 Mann starken Regiment niederländischer Landsknechte unter Hans von Bellersheim, zwei Regimentern oberländischer Landsknechte mit zusammen 11.000 Mann unter dem Söldnerführer Graf Wilhelm von Fürstenberg sowie einige Fähnlein des Grafen Georg I. von Württemberg zu Mömpelgard, dem Bruder Herzog Ulrichs, vier des Sebastian Schertlin, und fünf unter dem Grafen Salis. Das Heer zog durch den Odenwald gegen den österreichischen Statthalter in Württemberg, Pfalzgraf Philipp von Pfalz-Neuburg, zu Felde. Am 13. Mai 1534 kam es zur Schlacht bei Lauffen, die in einem totalen Sieg der Hessen endete. Die Österreicher verloren ihr Lager, einen Großteil ihrer Munition und 2000 Tote. Der Ausgang der Schlacht und der daraufhin am 29. Juni 1534 geschlossene Vertrag von Kaaden sicherten die Rückkehr Ulrichs in sein Land, in dem er daraufhin die Reformation einführte.
1535 zog Hermann von der Malsburg noch einmal im Auftrage seines Landgrafen ins Feld, als Philipp ihn mit einem Kontingent hessischer Truppen zur Unterstützung des Bischofs Franz von Waldeck nach Münster entsandte, um die Stadt von den Täufern zurückzuerobern. Die Stadt wurde belagert und am 25. Juni 1535 eingenommen.
Nach 1538 wird Hermann von der Malsburg als der alte Marschall bezeichnet, was wohl bedeutet, dass um diese Zeit ein jüngerer Nachfolger dieses Amt angetreten hatte. Malsburg wird bereits seit mindestens 1534 auch als Hofmarschall erwähnt. 1542 ist er angelegentlich des in diesem Jahr ausgefertigten (später invalidierten) Testaments des Landgrafen Philipp als einer der vorgesehenen Vormünder von dessen Söhnen erwähnt.

## Besitz
Hermann von der Malsburg gelang eine beträchtliche Vermehrung des Familienbesitzes.
Im Jahre 1515 kaufte er das Gut Elmarshausen, mit der Feldmark des wüst gefallenen Weilers Witmarsen von seinem Schwiegervater Eberhard von Gudenberg. Als dieser 1534 starb und sein Geschlecht damit im Mannesstamm erlosch, erhielt Malsburg von Landgraf Philipp I. als Erbe der gudenbergischen Lehnsgüter Elmarshausen zu Lehen. Eine nach der Schlacht bei Lauffen von Herzog Ulrich erhaltenen Dotation nutzte er zumindest teilweise dazu, die alte Wasserburg Elmarshausen, vermutlich durch Jörg Unkair, zu einem Schloss im Stil der Weserrenaissance ausbauen zu lassen.
Mit der Stadt Wolfhagen lag Malsburg schon bald darauf, von 1537 bis 1554, in schwerem Streit um das 71 Casseler Acker (knapp 17 Hektar) große Waldgehege Lindengrund, zwischen der Wolfhager Landwehr und der Erpe, der bis vor das Hofgericht in Marburg getragen wurde. Erst 1554 wurde schließlich ein Vergleich zustande gebracht, der den Wolfhagern ihr Besitz- und Nutzungsrecht in vollem Umfang bestätigte. Der Streit flammte erneut auf, als Hermanns Söhne Eckbrecht und Hermann den Lindengrund erneut einhegen ließen, als sei es ihr Eigentum, und erst im März 1587 wurde er durch erneute Malsburger Anerkennung des Vergleichs von 1554 beendet.
Bereits am 21. April 1534, zwei Tage vor dem Abmarsch nach Württemberg, erhielt Malsdorf das Dorf Bründersen nebst Gericht und Kirchenpatronat vom Landgrafen zu Lehen. Ebenso erhielt er vom Landgrafen im gleichen Jahr die 1483 erbaute Kasseler Neue Dekanei, das repräsentative Wohnhaus des von den zwölf Kapitularen des St. Martinsstifts gewählten Siftsdekans, zu Erblehen; nachdem der letzte katholische Dekan, Konrad Pflugk, 1537 dort gestorben war, nahm er das Haus in Besitz, und bis 1756, als Landgraf Wilhelm VIII. es kaufte, blieb es in seiner Familie.
Ebenfalls 1534, nach dem Tod seines Schwiegervaters, kam dessen Hälfte des wüst gefallenen Dorfs Ödinghausen an ihn. Er siedelte zunächst im Jahre 1545 sechs Bauern dort an, kaufte dann 1550 die Hälfte der Wolff von Gudenberg hinzu, fand die Bauern wieder ab und ließ an der Stelle des einstigen Weilers einen herrschaftlichen Gutshof errichten.
1541 belehnte Landgraf Philipp Hermann von der Malsburg auch mit Breuna und dem dortigen Kirchenpatronat.
Laut dem nach seinem Tode angefertigten Lehnsbuch besaß er beträchtliche Lehen u. a. vom Landgrafen von Hessen, dem Erzbischof von Mainz, den Grafen von Waldeck und dem Herzog von Braunschweig. Im Einzelnen sind dort neben den bereits genannten Orten u. a. erwähnt ein Burglehen zu Wolfhagen in der dortigen Freiheit („quarta feria“), ein Haus zu Immenhausen in der Vorburg, das Gericht und Gebiete zu Ober- und Niederelsungen halb, sowie Holzlieferungen aus dem Gasterfelder Holz und der gesamte oder halbe Zehnt aus mehreren Orten.

## Ehen und Nachkommen
Hermann von der Malsburg war in erster Ehe mit einer der beiden Töchter des Eberhard (Ebert) von Gudenberg († 1534) und dessen Gemahlin Anna von Löwenstein (* 1516), Tochter des hessischen Hofmeisters Johann von Löwenstein (* 1475, † 1523) und dessen Frau Anna von Dörnberg (* 1473), verheiratet. Als Eberhard von Gudenberg 1534 starb und sein Geschlecht damit im Mannesstamm erlosch, kamen sein Allodial- und Lehnsbesitz zu gleichen Teilen oder auch in Ganerbschaft über seine Töchter an deren Ehegatten, Hermann von der Malsburg und einen Wolff von Gudenberg zu Itter.
Anna von Löwenstein starb offensichtlich schon früh, und 1524 heiratete Hermann in zweiter Ehe Katharina von Viermund (* 18. Dezember 1508, † 1597, bestattet in Breuna), Tochter des Philipp I. von Viermund zu Nordenbeck und Bladenhorst († 9. November 1528, bestattet im Observantenkloster in Korbach) und dessen erster Gemahlin, Beata von Düngelen († 1514).
Weniger Klarheit besteht hinsichtlich Hermanns Nachkommenschaft. Ein Sohn Christoph wird als Erbe und Vollender des Schlosses Elmarshausen genannt. Ein weiterer Sohn war Erich, der im Jahre 1552 zusammen mit seinem Vater eine Stiftung für Arme aus Breuna, Ober- und Niederelsungen gründete. Ob dieser mit dem an anderer Stelle mit einem Bruder namens Hermann erwähnten Eckbrecht, der als Statthalter des Landgrafen Wilhelm IV. von Hessen-Kassel diente, identisch ist, ist unbekannt.